# Rue de l'Harmonie
La rue de l'Harmonie est une voie du 15e arrondissement de Paris, en France.

## Situation et accès

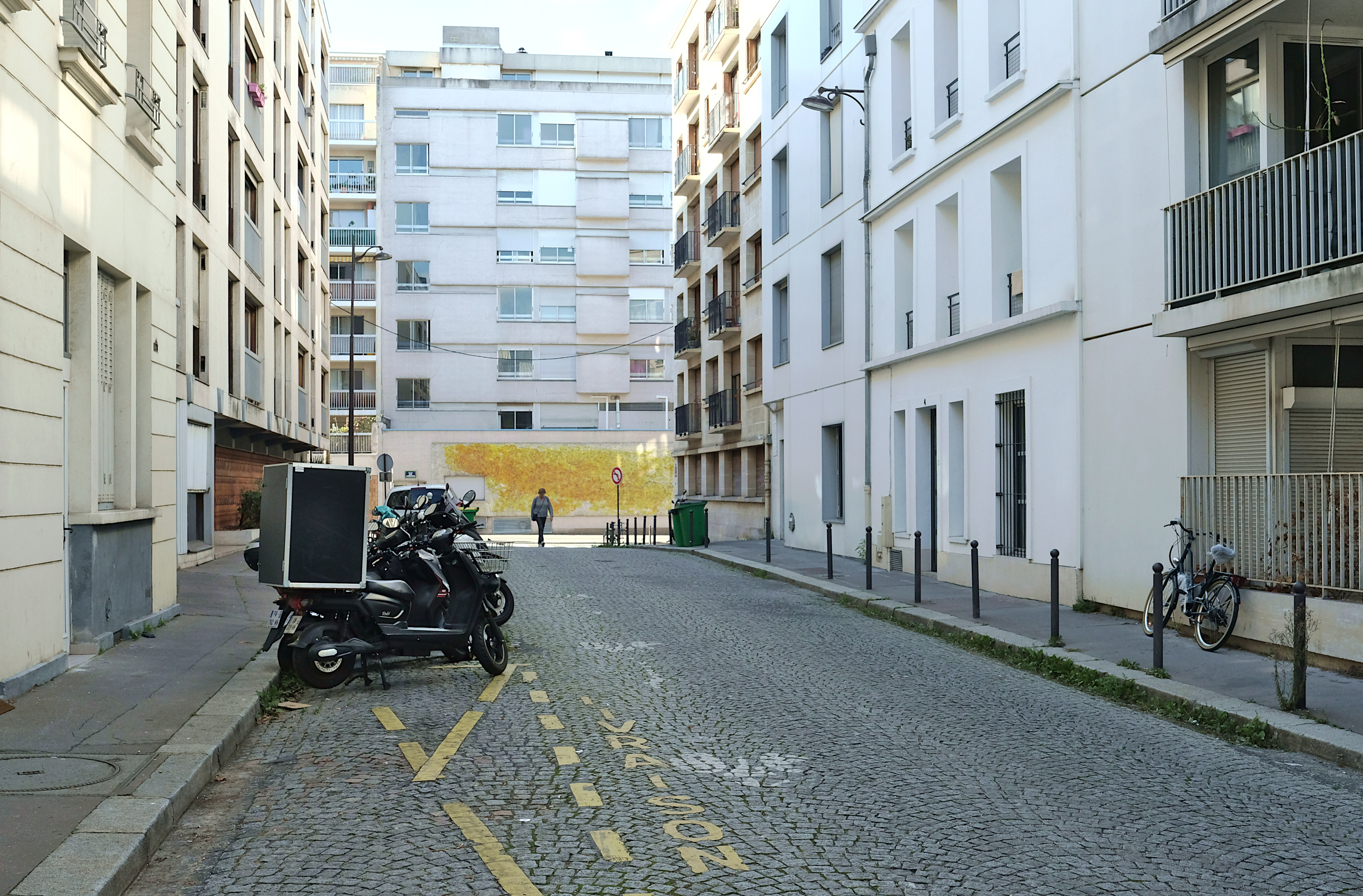
La rue en 2024.

La rue de l'Harmonie est une voie publique située dans le 15e arrondissement de Paris. Elle débute au 72, rue Castagnary et se termine au 63, rue Labrouste.

## Origine du nom
Portant à l'origine le nom de « rue Sainte-Cécile » en l'honneur de Sainte Cécile, patronne des musiciens, et pour éviter la confusion avec une autre rue Sainte-Cécile parisienne, le nom de la rue est modifié en 1877 en « rue de l'Harmonie » afin de conserver l'évocation musicale mais sous un angle moins religieux : l'harmonie, en musique, est la science des accords et des lois déterminant leur succession.

## Historique
Cette voie, ouverte en 1855 sur le territoire de commune de Montrouge et rattachée à Paris en 1863 sous le nom de « rue Sainte-Cécile », prend son nom actuel le 1er février 1877. 